# جيمي أوبري
جيمي أوبري (بالإنجليزية: Jimmy Aubrey)‏ هو ممثل بريطاني، ولد في 23 أكتوبر 1887 في المملكة المتحدة، وتوفي في 2 سبتمبر 1983 في الولايات المتحدة.

## أعمال

### أفلام
- (1934) مطلقة غاي
- (1935) سيدة لطيفة
- (1935) قصة مدينتين
- (1938) لو كنت ملك
- (1941) إلتقيا في بومبي
- (1941) دكتور جيكل ومستر هايد
- (1943) البيت المجنون

## وصلات خارجية
- جيمي أوبري على موقع IMDb (الإنجليزية)
- جيمي أوبري على موقع أول موفي (الإنجليزية)
- جيمي أوبري على موقع قاعدة بيانات الأفلام السويدية (السويدية)
- جيمي أوبري على موقع قاعدة بيانات الفيلم (الإنجليزية)
- جيمي أوبري على موقع كينوبويسك (الروسية)